# Filtre Savitzky–Golay

Animació que mostra l'aplicació de suavitat, passant per les dades d'esquerra a dreta. La línia vermella representa el polinomi local que s'utilitza per ajustar un subconjunt de dades. Els valors suavitzats es mostren com a cercles.

Un filtre Savitzky–Golay és un filtre digital que es pot aplicar a un conjunt de punts de dades digitals amb la finalitat de suavitzar les dades, és a dir, augmentar la precisió de les dades sense distorsionar la tendència del senyal. Això s'aconsegueix, en un procés conegut com a convolució, ajustant subconjunts successius de punts de dades adjacents amb un polinomi de baix grau pel mètode dels mínims quadrats lineals. Quan els punts de dades estan igualment espaiats, es pot trobar una solució analítica per a les equacions de mínims quadrats, en forma d'un únic conjunt de "coeficients de convolució" que es poden aplicar a tots els subconjunts de dades, per donar estimacions del suavitzat. senyal, (o derivats del senyal suavitzat) al punt central de cada subconjunt. El mètode, basat en procediments matemàtics establerts, va ser popularitzat per Abraham Savitzky i Marcel JE Golay, que van publicar taules de coeficients de convolució per a diversos polinomis i mides de subconjunt el 1964. S'han corregit alguns errors a les taules. El mètode s'ha ampliat per al tractament de dades de 2 i 3 dimensions.
L'article de Savitzky i Golay és un dels articles més citats a la revista Analytical Chemistry i és classificat per aquesta revista com un dels seus "10 articles fonamentals", dient que "es pot argumentar que l'alba de l'anàlisi analítica controlada per ordinador". instrument es pot remuntar a aquest article".

## Aplicacions
Les dades consisteixen en un conjunt de punts {xj,yj}, j = 1, ..., n, on xj és una variable independent i yj és un valor observat. Es tracten amb un conjunt de m coeficients de convolució, Ci, segons l'expressió
{\displaystyle Y_{j}=\sum _{i={\tfrac {1-m}{2}}}^{\tfrac {m-1}{2}}C_{i}\,y_{j+i},\qquad {\frac {m+1}{2}}\leq j\leq n-{\frac {m-1}{2}}}
Els coeficients de convolució seleccionats es mostren a les taules, a continuació. Per exemple, per suavitzar mitjançant un polinomi quadràtic de 5 punts, m = 5, i = −2, −1, 0, 1, 2 i el punt de dades allisat j- è, Yj, ve donat per
{\displaystyle Y_{j}={\frac {1}{35}}(-3y_{j-2}+12y_{j-1}+17y_{j}+12y_{j+1}-3y_{j+2})}
on, C −2 = −3/35, C −1 = 12 / 35, etc. Hi ha nombroses aplicacions de suavització, que es realitza principalment per fer que les dades semblin menys sorolloses del que realment són. Les següents són aplicacions de la diferenciació numèrica de dades. Nota Quan es calcula la derivada n -èsima, un factor d'escala addicional de {\displaystyle {\frac {n!}{h^{n}}}} es pot aplicar a tots els punts de dades calculats per obtenir valors absoluts.